# Ла Пурисима (Хуарез)
Ла Пурисима (шп. La Purísima) насеље је у Мексику у савезној држави Чивава у општини Хуарез. Насеље се налази на надморској висини од 128 м.

## Становништво
Према подацима из 2005. године у насељу је живео 1 становник.

### Хронологија
| Година       | 2000      | 2005 |
| ------------ | --------- | ---- |
| Становништво | 4 (2 / 2) | 1    |

### Попис
| # | Индикатор                        | Вредност |
| - | -------------------------------- | -------- |
| 1 | Укупно појединачних домаћинстава | 1        |